# Petalium demicarinatum
Petalium demicarinatum är en skalbaggsart som beskrevs av Ford 1973. Petalium demicarinatum ingår i släktet Petalium och familjen trägnagare. Inga underarter finns listade i Catalogue of Life.